# Structurae
Structurae는 건축에 관한 정보를 제공하는 독일의 온라인 데이터베이스이다. 구조 및 토목공학 작품에 관한 사진과 정보를 포함하며 관련 공학자, 건축가의 정보도 담고있다. 항목은 모두 UCC 형태이며 MySQL 데이터베이스에 저장된다.
해당하는 위키데이터 쿼리 보기.
Structurae 데이터베이스의 건물